# Fluoreto de cálcio
Fluoreto de cálcio é o composto químico de fórmula CaF2
Fluoreto de cálcio é encontrado na natureza sob a forma de minério de fluorita ou espatoflúor. É a principal fonte de flúor e seus compostos. O fluoreto de cálcio puro costuma ser adicionado à água potável, além de ser utilizado como catalisador na desidratação e na desidrogenação. É responsável pela manutenção da saúde dos ossos e tecido conjuntivo. Ele pode também ajudar a fortalecer o esmalte dos dentes, para impedir a formação de cáries. Como tal, é muitas vezes adicionado à água potável e pastas de dentes, na maioria dos países ocidentais. Uma deficiência em fluoreto de cálcio pode conduzir a um risco aumentado de cárie dentária.Quando excesso de flúor é consumido, podem ocorrer alterações na aparência dos dentes, uma condição geralmente chamado fluorose. Manchas brancas podem aparecer, ou os dentes podem tornar-se inadequadamente colorido. O consumo diário de água fluoretada, contendo mais de duas partes por milhão (ppm) de fluoreto de cálcio pode levar a fluorose dental. Toxicidade do fluoreto de cálcio, no entanto, acredita-se ser muito mais graves. Ao longo do tempo, o consumo de água fluoretada contendo mais do que oito ppm pode causar danos aos rins, fígado e coração. Problemas nervosos, reprodutivos, e supra-renais podem ocorrer, especialmente nos muito jovens e os muito velhos.